# Stade Diekman
Le Stade Diekman (en néerlandais: Diekman Stadion) est un stade de football néerlandais situé à Enschede. Ce stade d'une capacité de 13 500 places ferme en 1998.